# Villa Maraini

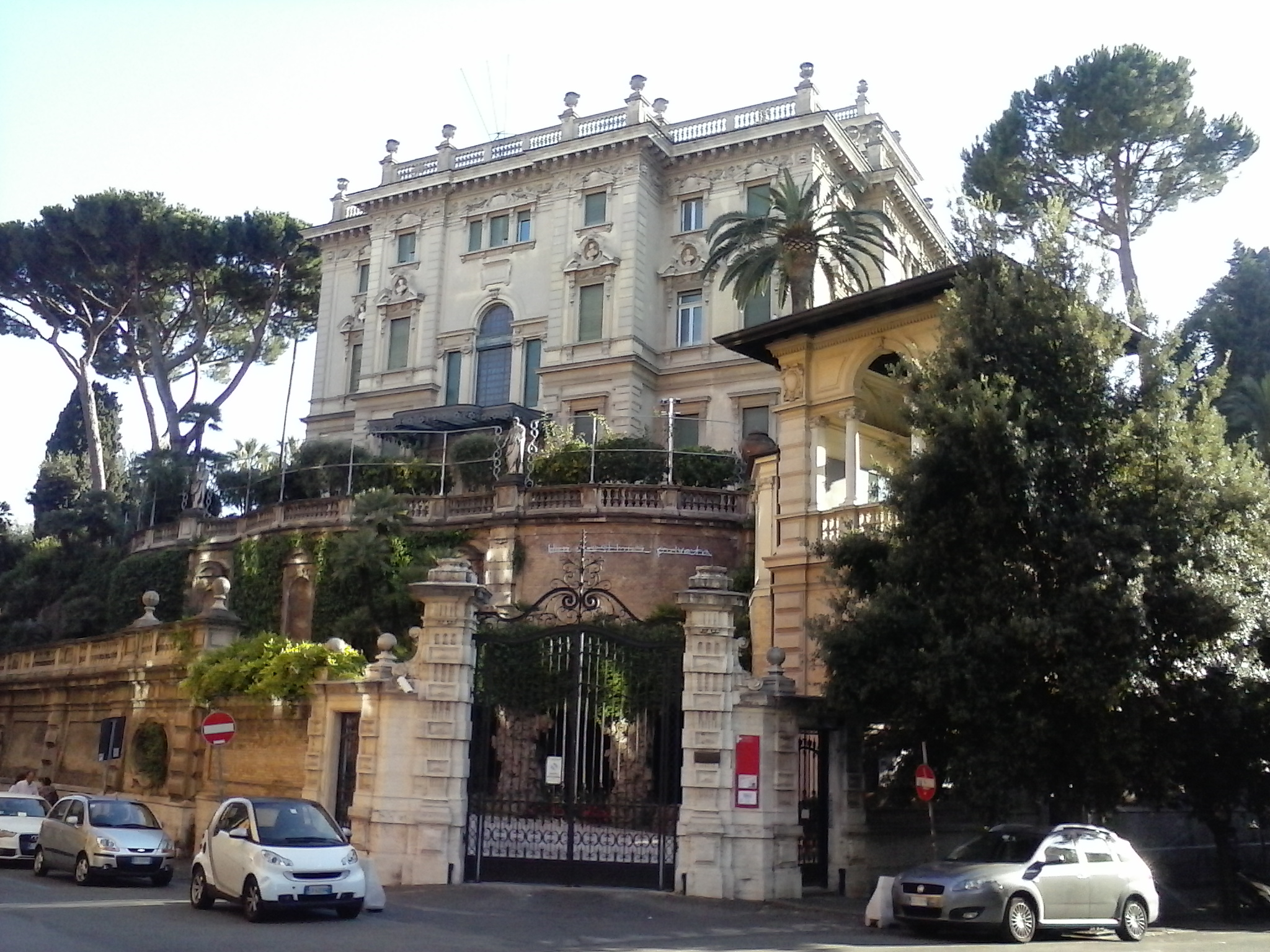
Vue de la villa depuis la Via Cadore.

La Villa Maraini (en italien : Villino Maraini) est une villa de style Art nouveau située au numéro 48 de la Villa Ludovisi, bordée par les Via Ludovisi, Via Cadore et Via Liguria, dans le rione Ludovisi de Rome. La villa abrite aujourd'hui l'Institut suisse de Rome. 

## Histoire
La villa a été construite en 1905 par Otto Maraini (it) en style Art nouveau. En 1946, la veuve de l'industriel italo-suisse Emilio Maraini (1853-1916), la comtesse Carolina Maraini-Sommaruga (1869-1959), fit don de la villa à la Suisse, à condition de la dédier au service de la culture et de la coopération entre la Suisse et l'Italie. En 1948, elle fut livrée à l'Istituto Svizzero di Roma (ISR), qui y établit son siège. 